# نقش ایران در تمدن اسلامی
پس از آنکه اعراب با الهام گرفتن از ایمان پرشور و رهبری کاریزماتیک قلمرو پادشاهی ایران و قسمت زیادی از قلمرو بیزانس را فتح نمودند، امپراتوری گسترده‌ای ایجاد شد که در آن یک دین جهانی یعنی اسلام و یک زبان رسمی یعنی عربی مشترک بود. در مدت زمان کوتاهی مسلمانان تمدنی پویا ساختند که در آن مردم کشورهای فتح شده سهیم بودند. در بنا نهادن تمدن اسلامی سه عامل نقش برجسته‌ای داشتند. عنصر عربی که دین و زبان مشترک را تأمین می‌کرد. مؤلفه هلنی که توسط مردم سریانی زبان انتقال داده شد و محدود به فلسفه و علوم طبیعی بود؛ و در نهایت مؤلفه ایرانی که بیشتر از باقی عناصر تنوع داشت و شامل اندیشه‌های مذهبی، سیاست، مدل‌های اداری و دیوانی، ادبیات، علوم و اخلاق بود.
برای ایرانیان، سقوط ساسانیان با ضربه‌های فرهنگی همچون نزول سطح سواد و نفوذ عقاید کفرآمیز در آیین زرتشتی، (از نظر اسلام )همراه بود. شکست نظامی برای ایرانیان شرایطی را فراهم نمود تا دیگر تحت سلطه حکومت ساسانی نباشند. این مسئله نیروی خلاقه آن‌ها را برانگیخت؛ روشنفکران نخبه ایرانی خودشان را وقف اسلام و زبان عربی کردند و به شکل گرفتن و گسترش تمدن جهانی اسلام کمک نمودند به گونه‌ای که گفته می‌شود ایرانیان موتور محرکه تمدن اسلامی بودند.
بخش بیشینه چیزی که امروزه به نام دوران طلایی اسلام در زمینهٔ هنر، معماری، موسیقی و دیگر زمینه‌ها شناخته می‌شود، از ساسانیان به جهان اسلام منتقل و برده شد.

## دانشمندان ایرانی در دنیای اسلام
از جمله شخصیت‌های درخشان ایرانی در دنیای علم می‌توان به مواردی اشاره نمود. ابن مقفع، که دربارهٔ او گفته می‌شود از به وجود آورندگان نثر عربی است؛ ابو حنیفه، بنیان‌گذار مکتب حنفی؛ خوارزمی، ریاضی‌دان، ستاره‌شناس، جغرافی دان، و کاشف جبر، که آثار وی این علم را به اروپاییان شناساند؛ رازی، پزشک مشهور ایرانی؛ بدیع‌الزمان همدانی، ادیب و مبدع سبک مقامه؛ ابوریحان بیرونی، برجسته‌ترین بحرالعلوم دنیای اسلام؛ ابن سینا، تأثیرگذارترین فیلسوف اسلام و نابغه جامع؛ ابوحامد محمد غزالی متخصص الهیات؛ زمخشری و شهرستانی. علاوه بر این جغرافی دانانی همچون ابن خردادبه، اصطخری، ابن فقیه همدانی، تاریخ نگارانی همچون احمدبن یحیی بلاذری، طبری، (که او را هرودوت تاریخ اسلامی می‌نامند)، ابن مسکویه، علامه‌هایی همچون ابن قتیبه دینوری، ابوحنیفه دینوری، و ابوزید بلخی، دانشمندانی همچون ابومعشر بلخی و موسیقی دانانی همچون ابراهیم موصلی و پسرش اسحاق موصلی نیز قابل ذکراند.

## کشور داری و امور دیوانی
یکی از مهم‌ترین عوامل جذب شدن اعراب در میان خراسانیان، سیاست اداری و مالی امویان بود که ریشه‌های آن به فتح ایران و عراق توسط اعراب بر می‌گردد. وقتی اعراب با پیچیدگی‌های عملیات مالی و جمع‌آوری مالیات قلمرو پیشین ساسانیان روبرو شدند، خلیفه‌ها تصمیم گرفتند سامانه جاافتاده آن‌ها را بپذیرند و امر را به دست دهقان‌ها یا زمینداران با اصالت بسپارند که از طبقه اجتماعی دیوانسالاران ساسانی بودند.
عباسیان به مردمان غیر عرب فرصت کاملی دادند که در دستگاه جدید خدمت کرده و ارزش خود را ثابت کنند؛ و ایرانیان از این مسئله بیشترین استفاده را به عمل آوردند. به گفته وداد القاضی: «آنها [دبیران] اغلب ایرانی تبار بودند و باور بر این بود که کارگزاران اجتماعی قابلی بودند؛ ولی بیشتر از هر چیز آن‌ها چهره‌های دولتی قدرتمندی بودند که از جایگاه محکمی برخوردار بودند. آن‌ها مسئولیت‌های بزرگ اداری، مالی و نظامی را بر عهده می‌گرفتند.»

## تأثیر شعر، ادبیات و زبان فارسی
با اتکا به قدرت پیشروی مسلمانان به شرق و جنوب هند، فعالیت ادبی به زبان فارسی شکل گرفت که شامل انواع غالب‌ها و انواع شاهکارهای ادبی بود. فتح خراسان و شمال غربی هند تا پنجاب جنوبی به وسیله نوادگان چنگیز خان و متعاقب آن ضمیمه دهلی بالای سند و مولتان به وسیله سلسله در حال اوج «شاهان برده» به انتقال مقدار زیادی ادیب انجامید که از تهدید مغولان در دیوان فرماندار کوباچا در اوچ در امان باشند. از جمله این نویسندگان اوفی است، که کتاب لباب اللباب خود را به وزیر کوباچا پیشکش نمود. این دانشوران و ادیبان، اولین گروه از نویسندگان ایرانی مهاجر را تشکیل دادند و به دنبال آن‌ها افراد دیگری در نقاط مختلف شبه قاره از لاهور و دهلی گرفته تا بنگال و داکان سکنی گزیدند. در میان تاریخ نگاران، منهاج السراج و در میان شاعران عرفانی فخرالدین عراقی از افراد مشهور بودند. اقامت بیست و پنج ساله فخرالدین عراقی در خانقاه سهروردی، منتج به اشعار عارفانه - عاشقانه بسیار زیبایی شد.

## عرفان و تصوف ایرانی
برای بیشتر از هزار سال، عرفان و تصوف به علاوه معرفت شیعی به بینش اسلامی شکل داده است. بیشتر از هر حوزه دیگری از فرهنگ اسلامی، ایرانیان در حوزه عرفان در ایجاد هسته مرکزی نقش داشته‌اند. از گذشته تا به امروز، تصویری که از ایرانی در ذهن مسلمانان سراسر جهان نقش بسته است، نیروی محرکه‌ای برای الهامات شعری است؛ در قلب بسیاری از مسلمانان، ایده‌های ایرانی به عنوان منبع الهامات معنوی است. حتّی مسلمانان خشکه مقدس نیز با وجود منش تقلیل گرایانه شان غیرمستقیم معترف به نیرویی هستند که تصوف ایرانی در قلوب مردان و زنان مسلمان تزریق نموده‌است. به‌طور قطع بنیادگرایی اسلامی از مراکش تا میندانائو از به قدرت رسیدن دوباره مذهبی که الهام گرفته از اندیشه‌های ایرانی است پروا دارد.
در قلمرو نوaته‌های عرفانی، شخصیت‌هایی همچون حسن بصری، جنید، حارث محاسبی، بایزید بسطامی، حلّاج، ابو بکر کلاباذی، علی ابن طاهر سولامی، قشیری، و بسیاری دیگر از نویسندگان و شاعران فارسی زبان ظهور کردند. نقش صوفیان ایرانی در انتشار اسلام در میان مردمان ترک در آسیای مرکزی و نیز در شبه قاره و هندوچین کاملاً شناخته شده‌است. اسلام در چین به مبلغین مسلمان ایرانی بسیار وامدار است. تعداد واژه‌های فارسی که مسلمانان چینی برای آداب و عبادت به کار می‌برند، همچون، آبدست (وضو)، بانگ نماز (اذان)، نماز بامداد، نماز پیشین و غیره شاهد فعالیت گسترده مبلغین ایرانی در میان چینی هاست. به علاوه اکثر متون اسلامی موجود در چین فارسی است.

## هنر ایرانی
دیری نپاییدکه فرهنگ ایرانی خود را در تحسین زیبایی و شکوه در هنرهایی همچون شعر، نقاشی، معماری و هنرهای تزئینی نشان داد. مکاتب جدید هنری شروع به توسعه کردند. مساجد و قصرها، نقاشی و خطاطی، سرامیک، فلز کاری و بافندگی، همه و همه به حد اعلا رسیدند. در فاصله بین قرون چهاردهم تا شانزدهم میلادی، مشخصه نقاشی ایرانی به اوج خود رسید. این سبک نقاشی بعد از قرن شانزدهم سرمشقی شد برای عثمانیان در مدیترانه و مغولان در شبه قاره هند.

## تاریخ‌نگاری ایرانی
نباید این گونه تصور شود که تفاوت بین دو [ تاریخ‌نگاری فارسی و عربی در قرون وسطی] صرفاً زبانی است. این تا حد زیادی درست است که هر زبان رسوم فرهنگی خاصّی را گرامی می‌دارد؛ ولی تاریخ نگاران ایرانی، از همتایان عربی خود به میزان بسیار بسیار بیشتری از مؤلفه‌های فرهنگ نو- ساسانی دریافت داشته‌اند. این دریافت‌ها نه تنها شامل آرایه‌های ادبی و تمثیل‌های داستانی بود، بلکه الگوهای روایی و قالب‌های مفهومی تاریخ‌نگاری آن‌ها را هم در بر می‌گرفت. متشابهاً نویسندگان ایرانی در مقایسه با همتایان عربی خود متمایل به نگارش روایت جامع تری از وقایع تاریخی بودند. به این معنی که به جای ارائه کردن یک رشته رویداد از هم جدا، آن‌ها یک حرکت و یک داستان واحد را به نمایش می‌گذاشتند که به نتیجه‌ای مشخص انجامیده است. ممکن است بتوان این همگرایی دراماتیک را به تلاش تاریخ نگاران ایرانی در به کارگیری مشخصه‌های یافت شده در شعرهای حماسی فردوسی ربط داد. اگر چه در حال حاضر این در حد یک حدس است.

## تأثیرات سیاسی و اجتماعی
در حوزه سیاسی می‌توان از سید جمال‌الدین اسدآبادی (از استان همدان در غرب ایران) نام برد؛ او اولین متفکر مدرن و فعال اجتماعی بود که نسبت به بیماری‌های اجتماعی جوامع مسلمان و ضعف‌های موجود در آن هشدار داد و در مقابل قدرت‌های غربی اسلام گرائی را تبلیغ نمود. تأثیر او بر کشورهای اسلامی، مخصوصاً ایران و مصر شایان توجه است. محمد مصدق از چهره‌های اصلی دیگری بود که ملی گرائی پرشور و استکبار ستیز وی بی تردید بر کشورهای خاورمیانه همچون مصر و لیبی تأثیر گذشت. او اولین سیاست‌مدار خاورمیانه بود که صنعت نفت را در سال ۱۹۵۰ ملی کرد و پرچم مبارزه اقتصادی با قدرت‌های استعماری را برافراشت. او به طرق مختلف سرمشقی برای سران ملی‌گرای دیگر همچون جمال عبدالناصر بود.

## نقد
تورج دریایی می‌پندارد که در اواخر قاجار و اوایل دوره پهلوی بود که تفکر سقوط شاهنشاهی ساسانی در برابر مسلمانان به منزله پایان شکوه و عظمت ایران و در واقع آغاز افول ایران، بسیار معمول گشت، گرچه به نظر او، فرهنگ‌ها نمی‌میرند و دست کم فرهنگ ایرانی نمرد و با اسلام همان کاری را که با یونانی‌مآبی کرده بود، انجام داد. تحت نفوذ اسلام، ایران توانست در جنبه‌های فرهنگی، فکری، هنری و ادبی جهان اسلام نیرویی پیش برنده باشد.
با وجود موفقیت‌های فراوان ایرانی تبارها، آن‌ها عامل مقدار معتنابهی از بی بند و باری‌ها، اباحه گری‌ها، و خوشگذرانی‌های بیش از اندازه (آن گونه که در داستان‌های هزار و یک شب آمده) بوده‌اند. به علاوه آن‌ها دچار غرور نژادی افراطی بوده‌اند. به عنوان مثال جنبش شعوبی -که در پی اثبات برتری غیراعراب بر اعراب بود- هیچ جا مانند ایران قوی نبود. در حوزه حکومتی نیز باور بر این است که جمع بین دین و سیاست در شخص خلیفه و مجازات بی‌رحمانه دگراندیشان، از روحیات جزم‌باوری و عدم مدارای ساسانیان نشات گرفته شده 